# برنامه‌ریزی تولید

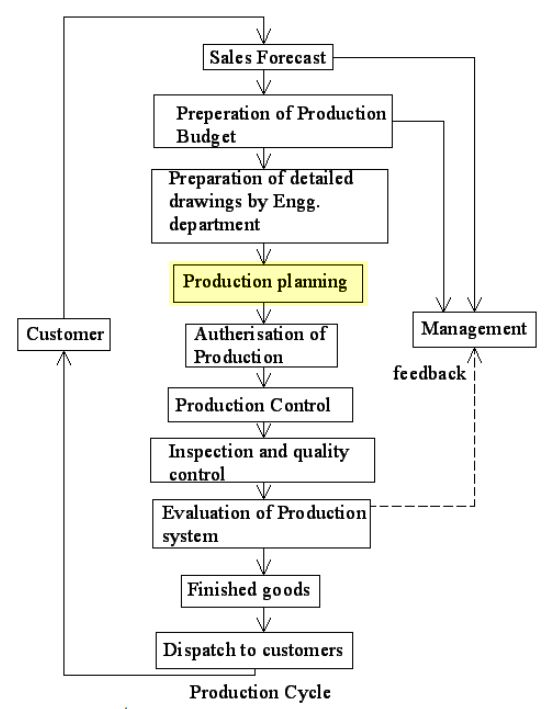
جایگاه برنامه‌ریزی تولید در چرخه تولید

برنامه‌ریزی تولید (به انگلیسی: Production Planning) فرایند برنامه‌ریزی برای تولید یا ساخت محصولات یک شرکت یا یک صنعت است.
برنامه‌ریزی تولید یکی از درس‌های رشتهٔ دانشگاهی مهندسی صنایع است.
این درس معمولاً به صورت ۳ واحدی ارائه می‌شود و هدف آن مدل‌سازی و ارایهٔ برنامهٔ تولیدی برای یک کارخانه بر اساس محدودیت‌های تقاضا، ظرفیت تولید، انبار، بودجه و … است.
در این درس به چگونگی برنامه‌ریزی تولید بر روی دستگاه‌های تولید به صورت موازی و سری و مباحث Jobshop ,Flowshop نیز پرداخته می‌شود و در هر یک از موارد فوق تا حدی روش‌های حل دقیق و هیوریستیک نیز مطرح می‌شوند.

### روش‌های نوین برنامه‌ریزی تولید و چالش‌های پیش‌رو
با پیشرفت فناوری و تغییرات سریع در تقاضای بازار، برنامه‌ریزی تولید به یکی از جنبه‌های اساسی و پیچیده در مدیریت تولید تبدیل شده است. روش‌های نوین برنامه‌ریزی تولید با بهره‌گیری از فناوری‌های پیشرفته و رویکردهای خلاقانه، راه‌حل‌های جدیدی برای بهبود بهره‌وری و کاهش هزینه‌ها ارائه می‌دهند. با این حال، این روش‌ها همچنان با چالش‌هایی روبرو هستند که نیازمند بررسی و مدیریت دقیق هستند.

#### روش‌های نوین برنامه‌ریزی تولید
1. تولید به موقع (Just-in-Time):  در این روش، تولید به جای انباشت موجودی، بر اساس تقاضای واقعی انجام می‌شود. این رویکرد باعث کاهش هزینه‌های انبارداری، جلوگیری از هدررفت منابع، و بهبود بهره‌وری می‌شود.
2. برنامه‌ریزی مبتنی بر تقاضا:  با استفاده از داده‌های تحلیلی و الگوریتم‌های پیشرفته، تولیدکنندگان می‌توانند نیازهای بازار را پیش‌بینی کرده و تولید را بهینه‌سازی کنند. این روش خطر تولید بیش از حد یا کمتر از نیاز را کاهش می‌دهد.
3. برنامه‌ریزی چابک (Agile Planning):  این روش به انعطاف‌پذیری بالا در پاسخ به تغییرات بازار و نیازهای مشتری تمرکز دارد. در تولید چابک، تغییرات سریع در تقاضا و شرایط بازار با حداقل زمان پاسخ‌دهی مدیریت می‌شود.
4. استفاده از فناوری‌های پیشرفته:  فناوری‌هایی مانند اینترنت اشیاء (IoT)، داده‌های کلان (Big Data) و هوش مصنوعی، امکان نظارت و بهینه‌سازی فرآیندهای تولید را به صورت دقیق فراهم می‌کنند.
5. سیستم‌های پیشرفته MRP:  استفاده از سیستم‌های پیشرفته مدیریت منابع تولید، مانند DOGIC MRP، با استفاده از تکنیک های هیبریدی به شرکت‌ها کمک می‌کند تا فرآیندهای برنامه‌ریزی، مدیریت موجودی و زنجیره تأمین را بهبود بخشند.

#### چالش‌های پیش‌رو در برنامه‌ریزی تولید
1. تغییرات سریع در تقاضا:  یکی از بزرگ‌ترین چالش‌ها، تغییرات غیرمنتظره در نیازهای بازار است که ممکن است برنامه‌ریزی‌های دقیق را تحت تأثیر قرار دهد.
2. محدودیت منابع:  کمبود مواد اولیه، نیروی کار ماهر و ظرفیت تولید می‌تواند مانعی در اجرای برنامه‌های تولیدی باشد.
3. پیچیدگی زنجیره تأمین:  افزایش تعداد تأمین‌کنندگان و پیچیدگی در زنجیره تأمین، مدیریت تولید را دشوارتر می‌کند.
4. هزینه‌های بالا:  پیاده‌سازی فناوری‌های نوین و سیستم‌های پیشرفته نیازمند سرمایه‌گذاری اولیه قابل توجهی است که ممکن است برای برخی شرکت‌ها چالش‌برانگیز باشد.
5. مدیریت تغییرات سازمانی:  تغییر فرآیندها و پذیرش فناوری‌های جدید اغلب با مقاومت کارکنان و نیاز به آموزش‌های گسترده همراه است.